# Enriqueta de Schleswig-Holstein
La princesa Enriqueta de Schleswig-Holstein-Sonderburg-Augustemburgo (Augustenborg, 2 de agosto de 1833 - Kiel, 18 de octubre de 1917) fue un miembro de la casa de Schleswig-Holstein-Sonderburg-Augustemburgo, tía política de Guillermo II de Alemania.

## Biografía
Fue la última de los vástagos del matrimonio formado por Cristián Augusto II, duque de Schleswig-Holstein-Sonderburg-Augustenborg y su esposa la condesa danesa Luisa Sofía de Danneskiold-Samsøe. En su familia fue conocida como Henny.
El 28 de febrero de 1872 en el Castillo de Primkenau contrajo matrimonio morganático con el médico Federico Esmarch (desde 1872 von Esmarch) (1823-1908).
La pareja se asentó en la ciudad alemana de Kiel, donde  Friedrich era profesor en la facultad de Medicina de la Universidad y director del hospital general de la ciudad.
En 1888 el matrimonio realizó un viaje por los Estados Unidos.
Enriqueta murió unos días antes que su hermano Cristián, el cual era yerno de la reina Victoria al ser esposo de su hija Elena.

## Matrimonio y descendencia
De su matrimonio tuvo la siguiente prole:
- Un hijo nacido y muerto el 25 de diciembre de 1872
- Carlos Federico Juan Cristián Augusto (Kiel, 1 de julio de 1874)
- Enrique (Kiel, 20 - 24 de enero de 1877)

Además su esposo contaba con descendencia de su primer matrimonio.